# Felice Casorati (mathématicien)
Pour les articles homonymes, voir Felice Casorati.
Felice Casorati (Pavie, 17 décembre 1835 – Casteggio, 11 septembre 1890) est un mathématicien italien du XIXe siècle. Son nom est connu surtout en analyse complexe pour le théorème de Weierstrass-Casorati

## Prix
Il est le premier lauréat en 1868 du Prix mathématique de l'Académie italienne des sciences.

## Œuvres
- Teorica delle funzioni di variabili complesse, Fratelli Fusi, Pavie, 1868. Lire en ligne sur Gallica ou sur Göttinger Digitalisierungszentrum
- (it) Le proprietà cardinali degli strumenti ottici anche non centrati, Milano, Bernardoni, 1872 (lire en ligne)

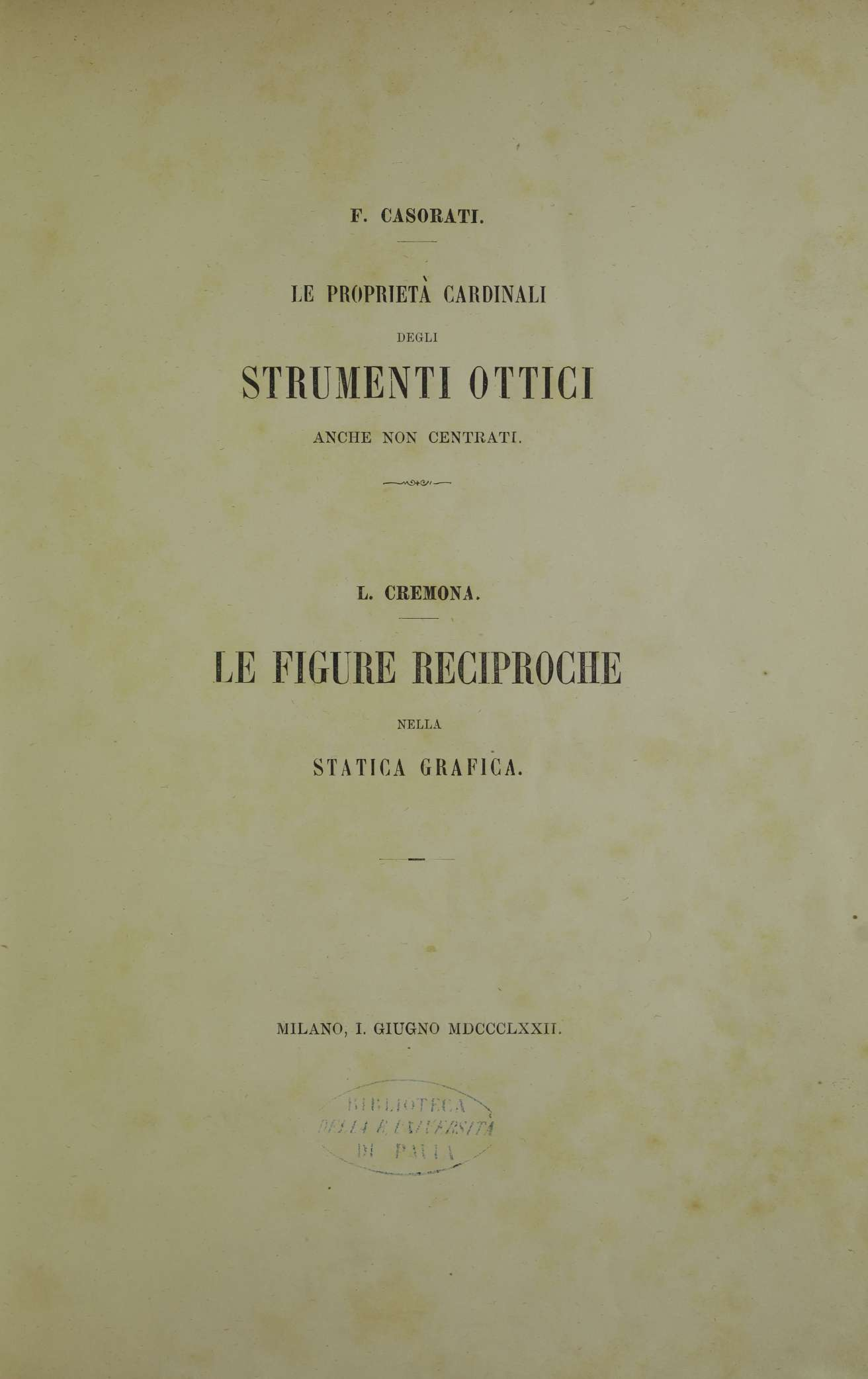
Le proprietà cardinali degli strumenti ottici anche non centrati, 1872